# Andreaea borbonica
Andreaea borbonica là một loài rêu trong họ Andreaeaceae. Loài này được Besch. mô tả khoa học đầu tiên năm 1880.